# 1896년 하계 올림픽 수영 남자 해군 100m 자유형
1896년 하계 올림픽 수영 남자 해군 100m 자유형은 그리스 아테네에서 개최된 1896년 하계 올림픽 수영의 세부 종목이다. 1896년 4월 11일에 지만에서 진행되었다. 그리스에서 3명의 선수가 참가하였다. 이 종목은 그리스 해군 선원만 참가한 종목이다. 일반 100m 종목에 비해 1분 이상 기록 차이가 났다.
특정 선수만을 참가 시키는 종목은 올림픽에서 참으로 드문 경우다. 빌 말론은 자신의 책에서 '이것이 포함된 올림픽 기록은 정말로 의심이 갈 것.'이라고 했다. 그러나 IOC의 올림픽 메달리스트 데이터베이스에는 이것이 포함되어 있으며 피에르 드 쿠베르탱이나 다른 사람들이 이 종목이 올림픽에 들지 않게 반대했다는 것도 찾을 수가 없었다.

## 경기장
| 도시   | 경기장  |
| ------ | ------- |
| 아테네 | 제아 만 |

## 경기 결과
| 순위 | 선수                        | 기록   |
| ---- | --------------------------- | ------ |
| 1    | 이오아니스 말로키니스 (GRE) | 2:20.4 |
| 2    | 스피리돈 카사피스 (GRE)     | 불명   |
| 3    | 디미트리오스 드리바스 (GRE) | 불명   |

## 메달리스트
| 종목                  | 금                             | 은                         | 동                             |
| --------------------- | ------------------------------ | -------------------------- | ------------------------------ |
| 남자 자유형 해군 100m | 이오아니스 말로키니스 · 그리스 | 스피리돈 카사피스 · 그리스 | 디미트리오스 드리바스 · 그리스 |

## 참고 자료
- 국제 올림픽 위원회 - 1896년 하계 올림픽 수영 경기 결과 (영어)
- Lampros, S.P.; Polites, N.G.; De Coubertin, Pierre; Philemon, P.J.; & Anninos, C. (1897). 《The Olympic Games: BC 776 – AD 1896》. Athens: Charles Beck. (Digitally available at  보관됨 2013-01-16 - 웨이백 머신)
- Mallon, Bill; & Widlund, Ture (1998). 《The 1896 Olympic Games. Results for All Competitors in All Events, with Commentary》. Jefferson: McFarland. ISBN 0-7864-0379-9. (Excerpt available at )
- Smith, Michael Llewellyn (2004). 《Olympics in Athens 1896. The Invention of the Modern Olympic Games》. London: Profile Books. ISBN 1-86197-342-X.